# Манзон, Вадим Аркадьевич
Вади́м Арка́дьевич Манзо́н (род. 5 декабря 1994, Москва, Россия) — российский футболист, нападающий.

## Биография
Сын Аркадия Манзона, ресторатора, работавшего также заместителем начальника спортивного департамента РФС. Начинал играть в футбол в московском «Торпедо», затем три года занимался в «Динамо», два года — в ЦСКА. Из-за отсутствия игровой практики вернулся в «Торпедо», где играл три года, затем вновь вернулся в ЦСКА, во второй половине сезона-2011/12 был заявлен за главную команду. В феврале 2013 года был на сборах «Торпедо». Перед сезоном 2013/14 перешёл в клуб ПФЛ «Строгино», в составе которого за два сезона провёл 45 игр, забил 7 мячей.
В мае 2015 года был на просмотре в клубе Второй немецкой Бундеслиги «Карлсруэ», в конце июня подписал трёхлетний контракт. В сезоне 2015/16 провёл 10 матчей, во всех выходил на замену за несколько минут до конца встречи. 4 октября забил свой единственный гол в сезоне, на 90+1 минуте добыв ничью в матче с «Фрайбургом». В августе 2016 Манзон был отдан в аренду в клуб высшей норвежской лиги «Будё-Глимт» до конца года. В десяти матчах дважды выходил в стартовом составе, провёл один полный матч, забил один гол — ФК «Сарпсборг 08». В Кубке Норвегии сыграл два матча: в 1/4 забил два мяча в ворота ФК «Сарпсборг 08», в полуфинале сыграл последние 8 минут против «Русенборга». В феврале 2017 года был отдан в аренду в клуб первого норвежского дивизиона «Осане» из Бергена. Перед сезоном 2017/18 перешёл в клуб ФНЛ «Олимпиец» Нижний Новгород. За него забил один раз — в контрольном матче с «Ротором-Волгоградом» (2:3) с пенальти на сороковой минуте матча.
В январе 2018 года перешёл в израильский «Хапоэль» (Беэр-Шева), в составе которого стал чемпионом страны.
С февраля по август 2019 года являлся игроком клуба «Химки».
В конце 2019 году закончил карьеру профессионального футболиста.
В 2022 году успешно прошел программу FIFA / CIES «Спортивный менеджмент - Executive Programme in Sports Management».  
С 2022 года работал заместителем руководителя департамента проведения соревнований Футбольной Национальной Лиги.
С 2023 года является директором по развитию Футбольной Национальной Лиги.

## Карьера в сборной
Выступал за юношеские сборные России до 18 и до 19 лет, а также за молодёжную сборную (до 21 года). В 2013 году провёл два матча в отборочном турнире к молодёжному чемпионату Европы 2015 — против Дании (0:2) и Эстонии (1:0).